# Miss Terra 2011
Miss Terra 2011, undicesima edizione di Miss Terra, si è tenuta presso il teatro dell'università delle Filippine di Quezon City, nelle Filippine il 3 dicembre 2011. Miss Terra 2010, Nicole Faria ha incoronato la sua succeditrice Olga Álava dell'Ecuador alla fine dell'evento. Il tema di questa edizione del concorso era “La Terra sta piangendo. Facciamola sorridere di nuovo!”

## Risultati

### Piazzamenti
| Risultato finale | Concorrente |
| ---------------- | --- |
| Miss Terra 2011  | - Ecuador - Olga Álava |
| Miss Aria        | - Brasile - Drielly Bennettone |
| Miss Acqua       | - Filippine - Athena Imperial |
| Miss Fuoco       | - Venezuela - Caroline Medina |
| Finaliste        | - Bosnia ed Erzegovina - Aleksandra Kovacevic - Crimea - Nina Astrakhantseva - Messico - Casandra Becerra - Zimbabwe - Thandi Muringa                                                                                               |
| Semifinaliste    | - Giappone - Tomoko Maeda - Paraguay - Nicole Huber - Portogallo - Susana Nogueira - Slovenia - Rebecca Kim Lekše - Svezia - Renate Cerljen - Taiwan - Cherry Liu - Thailandia - Niratcha Tungtisanont - Ucraina - Kristina Oparina |

Nota: A differenza che in altri concorsi, in Miss Terra non ci sono finaliste. Invece vengono assegnati i titoli di Miss Aria, Miss Acqua e Miss Fuoco, alle tre concorrenti con il punteggio più alto dopo la vincitrice.

### Riconoscimenti speciali
| Riconoscimento speciale  | Nazione   | Concorrente      |
| ------------------------ | --------- | ---------------- |
| Best in National Costume | Giappone  | Tomoko Maeda     |
| Best in Swimsuit         | Rep. Ceca | Šárka Cojocarová |
| Best in Long Gown        | Messico   | Casandra Becerra |
| Miss Talent              | Sudafrica | Dominique Mann   |
| Miss Photogenic          | Taiwan    | Cherry Liu       |
| Miss Friendship          | Pakistan  | Sanober Hussain  |

     Riconoscimenti speciali maggiori
     Riconoscimenti minori degli sponsor

## Concorrenti
| Nazione                 | Concorrente                    | Età | Altezza | Provenienza         |
| ----------------------- | ------------------------------ | --- | ------- | ------------------- |
| Aruba                   | Melissa Lacle                  | 25  | 1.80    | Oranjestad          |
| Australia               | Deedee Zibara                  | 20  | 1.78    | West Ryde           |
| Austria                 | Elisabeth Hanakamp             | 20  | 1.73    | Vienna              |
| Bahamas                 | Kerel Pinder                   | 26  | 1.74    | Grand Bahama        |
| Belgio                  | Aline Decock                   | 23  | 1.70    |                     |
| Belize                  | Kimberly Robateau              | 22  | 1.72    | Belize City         |
| Bolivia                 | Valeria Avendaño               | 23  | 1.76    | La Paz              |
| Bosnia ed Erzegovina    | Aleksandra Kovacevic           | 21  | 1.75    | Sarajevo            |
| Botswana                | Messiah Jackson                | 24  | 1.72    |                     |
| Brasile                 | Drielly Bennettone             | 21  | 1.84    | San Paolo           |
| Canada                  | Ashlea Moor                    | 25  | 1.79    | Lethbridge          |
| Cile                    | Camila Stuardo                 | 23  | 1.78    | Temuco              |
| Cina                    | Liu Yu Jun                     | 22  | 1.75    | Nanchino            |
| Colombia                | Andrea DeVivo                  | 23  | 1.75    | La Guajira          |
| Corea del Sud           | Kim E-seul                     | 26  | 1.74    | Seul                |
| Crimea                  | Nina Astrakhantseva            | 21  | 1.79    | Simferopoli         |
| Curaçao                 | Miluska Willems                | 24  | 1.71    | Willemstad          |
| Danimarca               | Cecilia Iftikhar               | 24  | 1.73    |                     |
| Ecuador                 | Olga Álava                     | 23  | 1.73    | Guayaquil           |
| El Salvador             | Anita Puertas                  | 22  | 1.78    | San Salvador        |
| Estonia                 | Xenia Likhacheva               | 21  | 1.70    | Tallinn             |
| Filippine               | Athena Mae Imperial            | 24  | 1.68    | Casiguran           |
| Francia                 | Mathilde Florin                | 21  | 1.77    | Lilla               |
| Galles                  | Emma Franklin                  | 24  | 1.73    | Cardiff             |
| Germania                | Manou Volkmer                  | 18  | 1.80    |                     |
| Ghana                   | Patricia Amoah Anti            | 21  | 1.56    |                     |
| Giappone                | Tomoko Maeda                   | 24  | 1.68    | Tokyo               |
| Guadalupa               | Mitchelle Malezieu             | 18  | 1.76    |                     |
| Guam                    | Anna Calvo                     | 25  | 1.65    | Dededo              |
| Guatemala               | Ana Luisa Montúfar             | 18  | 1.73    | Città del Guatemala |
| Honduras                | Stephany Martinez              | 19  | 1.78    | Roatán              |
| Hong Kong               | Luo Wenxi                      | 18  | 1.78    | Hong Kong           |
| India                   | Hasleen Kaur                   | 22  | 1.79    | Nuova Delhi         |
| Indonesia               | Inez Elodhia Maharani          | 22  | 1.68    | Giacarta            |
| Inghilterra             | Roxanne Smith                  | 22  | 1.65    | Birmingham          |
| Irlanda                 | Rachelle Liggett               | 20  | 1.73    | Dublino             |
| Irlanda del Nord        | Alixandra Halliday             | 19  | 1.70    | Derry               |
| Isole Vergini Americane | Kara Willams                   | 22  | 1.70    | Saint Croix         |
| Israele                 | Huda Naccache                  | 21  | 1.78    | Haifa               |
| Italia                  | Angelica Parisi                | 23  | 1.72    | Torino              |
| Kosovo                  | Nora Asani                     | 24  | 1.70    | Pristina            |
| Lettonia                | Sanda Mezecka                  | 26  | 1.79    |                     |
| Libano                  | Nathaly Farraj                 | 22  | 1.72    | Beirut              |
| Lussemburgo             | Natascha Bintz                 | 21  | 1.77    |                     |
| Macao                   | Cherry Ng                      | 24  | 1.65    | Macao               |
| Madagascar              | Volamiandoha Ratsimiahotrarivo | 18  | 1.75    | Antsirabe           |
| Malaysia                | Joyce Tay                      | 24  | 1.74    | Malacca             |
| Martinica               | Coralie Leplus                 | 21  | 1.75    |                     |
| Messico                 | Casandra Becerra               | 23  | 1.78    | Guadalajara         |
| Nepal                   | Anupama Aura Gurung            | 23  | 1.67    | Chitwan             |
| Nigeria                 | Munachi Uzoma                  | 21  | 1.78    |                     |
| Norvegia                | Marion Dyrvik                  | 22  | 1.76    | Trondheim           |
| Nuova Zelanda           | Alexandra Scott                | 22  | 1.79    | Auckland            |
| Paesi Bassi             | Jill Duijves                   | 23  | 1.75    | Diemen              |
| Pakistan                | Sanober Hussain                | 23  | 1.75    |                     |
| Panama                  | Marelissa Him                  | 22  | 1.70    | Panama              |
| Paraguay                | Nicole Huber                   | 21  | 1.74    | Asunción            |
| Perù                    | Maria Gracia Figueroa          | 21  | 1.74    | Lima                |
| Porto Rico              | Agnes Benítez                  | 25  | 1.73    | Cataño              |
| Portogallo              | Susana Nogueira                |     |         |                     |
| Rep. Ceca               | Šárka Cojocarová               | 21  | 1.78    | Svobodné Heřmanice  |
| Rep. Dominicana         | Sarah Féliz                    | 24  | 1.78    | Baoruco             |
| Romania                 | Jihan Shanabli                 | 26  | 1.78    | Bucarest            |
| Russia                  | Alena Kuznetsova               | 25  | 1.78    |                     |
| Scozia                  | Amanda Quinn                   | 25  | 1.73    | Glasgow             |
| Singapore               | Felicia Orvalla                | 23  | 1.65    | Singapore           |
| Slovacchia              | Romana Procházková             | 23  | 1.70    | Bratislava          |
| Slovenia                | Rebecca Kim Lekše              | 20  | 1.70    |                     |
| Spagna                  | Veronica Doblas                | 21  | 1.73    | Madrid              |
| Sri Lanka               | Poojani Wakirigala             | 24  | 1.70    | Colombo             |
| Stati Uniti d'America   | Nicole Kelley                  | 22  | 1.65    | Daytona Beach       |
| Sudafrica               | Dominique Mann                 | 25  | 1.74    |                     |
| Svezia                  | Renate Cerljen                 | 22  | 1.77    | Staffanstorp        |
| Svizzera                | Irina de Giorgi                | 21  | 1.77    | Zurigo              |
| Taiwan                  | Cherry Liu                     | 18  | 1.75    | Taipei              |
| Tanzania                | Nelly Kamwelu                  | 19  | 1.72    | Dar es Salaam       |
| Thailandia              | Niratcha Tungtisanont          | 22  | 1.71    | Bangkok             |
| Trinidad e Tobago       | Melanie George-Sharpe          | 24  | 1.70    |                     |
| Turchia                 | Merve Saribas                  | 20  | 1.74    | Istanbul            |
| Ucraina                 | Kristina Oparina               | 19  | 1.77    | Charkiv             |
| Ungheria                | Dora Szabó                     | 24  | 1.76    | Budapest            |
| Venezuela               | Caroline Medina                | 19  | 1.78    | Maracay             |
| Vietnam                 | Phan Thị Mơ                    | 21  | 1.76    | Tiền Giang          |
| Zimbabwe                | Thandi Muringa                 | 23  | 1.72    | Harare              |

### Debutti
- Aruba
- Austria
- Sri Lanka

### Ritorni
- Belize
- El Salvador
- Estonia
- Honduras
- Isole Vergini Americane
- Israele
- Pakistan
- Paraguay
- Portogallo
- Spagna
- Svezia
- Trinidad e Tobago
- Ungheria
- Zimbabwe

### Ritiri
- Camerun
- Costa Rica
- Egitto
- Giamaica
- Guyana
- Isole Cayman
- Kenya
- Malta
- Mauritius
- Mongolia
- Nicaragua
- Polinesia francese
- Polonia
- Samoa
- Serbia
- Sudan del Sud
- Tonga